# Pavonia queirozii
Pavonia queirozii är en malvaväxtart som beskrevs av Antonio Krapovickas. Pavonia queirozii ingår i släktet påfågelsmalvor, och familjen malvaväxter. Inga underarter finns listade i Catalogue of Life.